# 枝幸 (小惑星)
枝幸（えさし、9368 Esashi）は小惑星帯に位置する小惑星である。1993年1月26日に鹿児島市において向井優と武石正憲が共同で発見した。
北海道の枝幸町に因んで命名された。